# Phenyltrimethylammoniumtribromid
Phenyltrimethylammoniumtribromid (abgekürzt ursprünglich mit PTT, später mit PTAB) ist eine chemische Verbindung, die als Bromierungsreagenz verwendet wird.

## Geschichte
Phenyltrimethylammoniumtribromid wurde erstmals 1915 von Arthur Hantzsch ausschließlich zum Zweck der Widerlegung einer Hypothese des Chemikers H. F. D. Chattaway über die Konstitution früherer Präparate Hantzschs synthetisiert und beschrieben. Die Verbindung wurde danach einige Jahrzehnte lang kaum beachtet, nur bei Hamilton McCombie fand es in einer allgemeinen Untersuchung über die Eigenschaften von Interhalogenverbindungen einmal in einem Nebensatz Erwähnung.
Weitere Bekanntheit erlangte die Verbindung erst durch dessen Vorstellung durch französische Chemiker um A. Marquet und Jean Jacques Ende der 1950er Jahre als selektives Bromierungsreagenz für die α-Bromierung von Ketonen und Ketalen sowie für die einfache Bromierung reaktiver Phenole. Seitdem findet man in der Fachliteratur auch die Bezeichnung Jacques-Reagenz. Fieser und Fieser prägten durch ihr "Reagents for organic synthesis" die Abkürzung PTAB für das Reagenz (kurz für Phenyltrimethylammoniumperbromid). Seit einschlägigen Publikationen wie der von Philip L. Fuchs et al. setzte sich diese Abkürzung allgemein durch.

## Gewinnung und Darstellung
Phenyltrimethylammoniumtribromid kann durch Salzmetathese aus Phenyltrimethylammoniummethylsulfat und Kaliumtribromid in Wasser hergestellt werden. Es fällt aus und kann aus Ethanol umkristallisiert werden.

## Eigenschaften
Phenyltrimethylammoniumtribromid zersetzt sich unter Normalbedingungen sehr langsam (auf einer Zeitskala von Monaten) unter Eliminierung von Brom zu Phenyltrimethylammoniumbromid. Es ist sogesehen stabiler als analoge Reagenzien wie z. B. Pyridiniumtribromid.

## Verwendung
Phenyltrimethylammoniumtribromid wurde bisher hauptsächlich in der Modifikation von Steroiden verwendet. Eine typische Verwendung, die beispielhaft herangezogen werden kann, findet sich in der Totalsynthese von Cephalostatinen.